# إنغو سوان
إنغو سوان (بالإنجليزية: Ingo Swann)‏ هو كاتب وفنان أمريكي، ولد في 14 سبتمبر 1933 في تيلورايد في الولايات المتحدة، وتوفي في 31 يناير 2013 في نيويورك في الولايات المتحدة.